# Flagel

Structura unui flagel bacterian

Flagelul este un organit celular specific cu rol în locomoție și sensibilitate la factori de mediu (substanțe, temperatură). Este prezent la procariote și unele eucariote, cunoscute sub denumirea de flagelate. De obicei acesta este delimitat de o membrană, fiind prezent la protiste (alge și protozoare), ciuperci, plante (mușchi, pteridofite și gimnosperme).

## Structură
Flagelii au structură unitară: sunt alcătuiți din 9 grupe periferice a câte 2 microtubului și 2 microtubului simpli centrali. Flagelii efectuează mișcări de tip tactism. 
Flagelii sunt prezenți la celulele reproducătoare sexuate (gameți) și la celulele reproducătoare asexuate (spori).
Gameții cu flageli se numesc zoogameți.
Sporii cu flageli se numesc zoospori, iar cei fară flageli se numesc aplanospori.